# Andreis
Andreis (friülà Andreis ) és un municipi italià, dins de la província de Pordenone. L'any 2007 tenia 301 habitants. Limita amb els municipis de Barcis, Frisanco, Maniago i Montereale Valcellina. Comprèn les fraccions d'Alcheda, Bosplans, Prapiero, Rompagnel i Sot Ancas.

## Administració
| Període   | Identitat                     | Partit      |
| --------- | ----------------------------- | ----------- |
| 2004-2009 | dr. ing. Rudi Manlio De Zorzi | Independent |